# Nhóm 568
Nhóm Hiệu trưởng 568 (tiếng Anh: 568 Presidents Group), thường được gọi là Nhóm 568 (tiếng Anh: 568 Group), là một côngxoocxiom (liên đoàn) các trường đại học danh giá tại Hoa Kỳ với quy trình tuyển sinh không xét đến điều kiện tài chính của ứng viên (tiếng Anh: need-blind admission). Nhóm được thành lập vào năm 1998 theo mục 568 của Đạo luật Cải thiện Trường học Hoa Kỳ ban hành năm 1994.

## Lịch sử

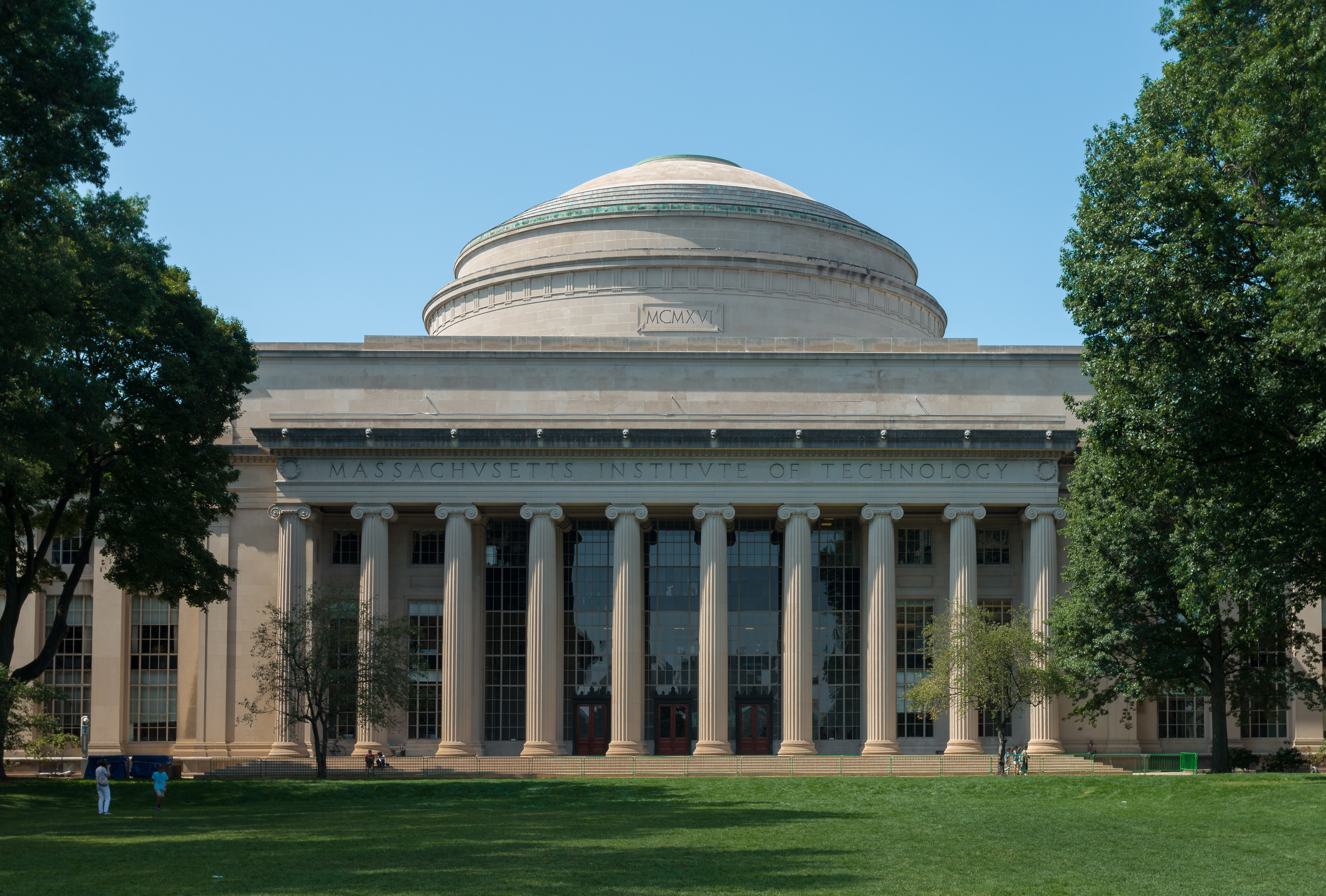
Viện Công nghệ Massachusetts là một trong những thành viên sáng lập của Nhóm 568

Để đối phó với việc một số trường đại học danh tiếng tổ chức các "cuộc họp chồng chéo" nhằm cấu kết đặt ra mức học phí và hỗ trợ tài chính tương đương cho từng ứng viên, Bộ Tư pháp Mỹ bắt đầu điều tra hành vi chống độc quyền vào năm 1989. Vào năm 1991, Bộ này đã đệ đơn kiện 57 trường đại học Mỹ vì đã vi phạm Đạo luật chống độc quyền Sherman. Trong khi các trường thuộc Liên đoàn Ivy đồng ý với cáo buộc này và tiến hành dàn xếp với Bộ Tư pháp, Viện Công nghệ Massachusetts (MIT) phản đối các cáo buộc trên. MIT cho rằng các hành vi này không vi phạm luật chống độc quyền vì nó đảm bảo các trường không cần phải sử dụng quỹ học bổng của mình để tranh giành sinh viên giỏi, qua đó đảm bảo có nhiều sinh viên được giành hỗ trợ tài chính hơn. MIT cuối cùng đã thắng vụ kiện này và Bộ Tư pháp bị buộc phải giàn xếp một quyết định đồng thuận với trường vào năm 1994.
Vào năm 1994, Quốc hội đã thông qua Đạo luật Cải thiện Trường học Hoa Kỳ. Mục 568 của Đạo luật này dựa trên vụ kiện của MIT và mở rộng thêm về một số vấn đề. Mục 568 nêu rõ việc hai hoặc nhiều trường đại học cộng tác để đạt được thỏa thuận về mức hỗ trợ tài chính cho các ứng viên là không vi phạm pháp luật nếu như các trường này đồng ý:
1. Chỉ trao hỗ trợ tài chính dựa trên nhu cầu tài chính của ứng viên;
2. Sử dụng các nguyên tắc phân tích chung để xác định nhu cầu tài chính của ứng viên;
3. Sử dụng chung một mẫu đơn xin hỗ trợ tài chính; và
4. Chỉ tham gia trao đổi với nhau một lần về số liệu của mức hỗ trợ tài chính trước khi trao cho các ứng viên thường được chấp nhận vào trường.

Đạo luật đặc biệt nghiêm cấm việc chia sẻ thông tin về số tiền hỗ trợ hoặc điều khoản của các khoản tài trợ tài chính của từng cá nhân học sinh, và nêu rõ rằng việc miễn trừ này không được áp dụng cho việc trao hỗ trợ tài chính liên bang.

## Thành viên
Sau đây là danh sách các tổ chức thành viên của Nhóm 568:
- Đại học Amherst
- Đại học Boston
- Viện Công nghệ California
- Đại học Claremont McKenna
- Đại học Columbia
- Đại học Cornell
- Đại học Dartmouth
- Đại học Davidson
- Đại học Georgetown
- Đại học Grinnell
- Đại học Johns Hopkins
- Viện Công nghệ Massachusetts
- Đại học Middlebury
- Đại học Northwestern
- Đại học Rice
- Đại học Swarthmore
- Đại học Notre Dame
- Đại học Wellesley
- Đại học Williams
- Đại học Yale